# Háfra Mari

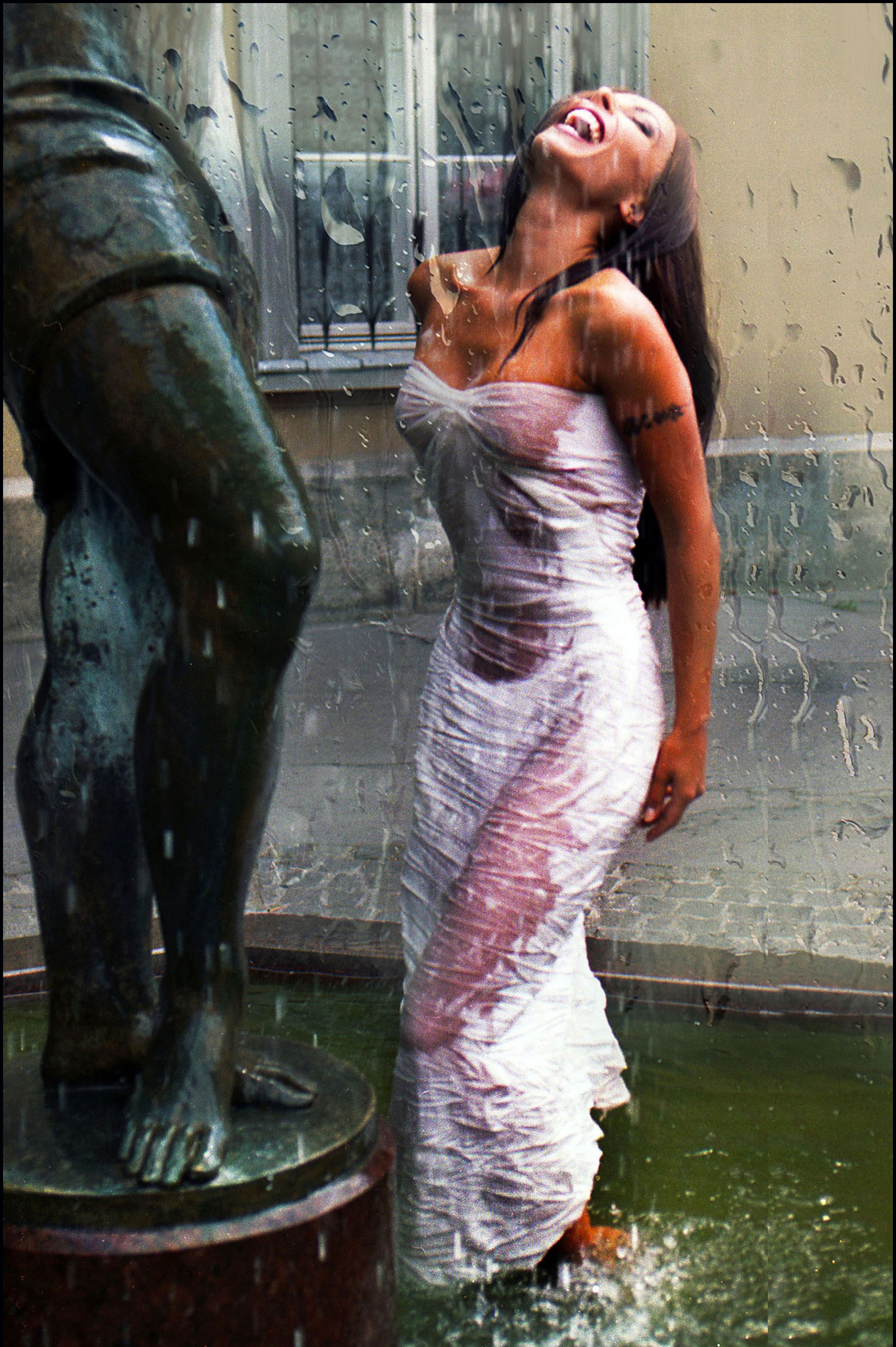
Rózsavölgyi Gyöngyi felvétele

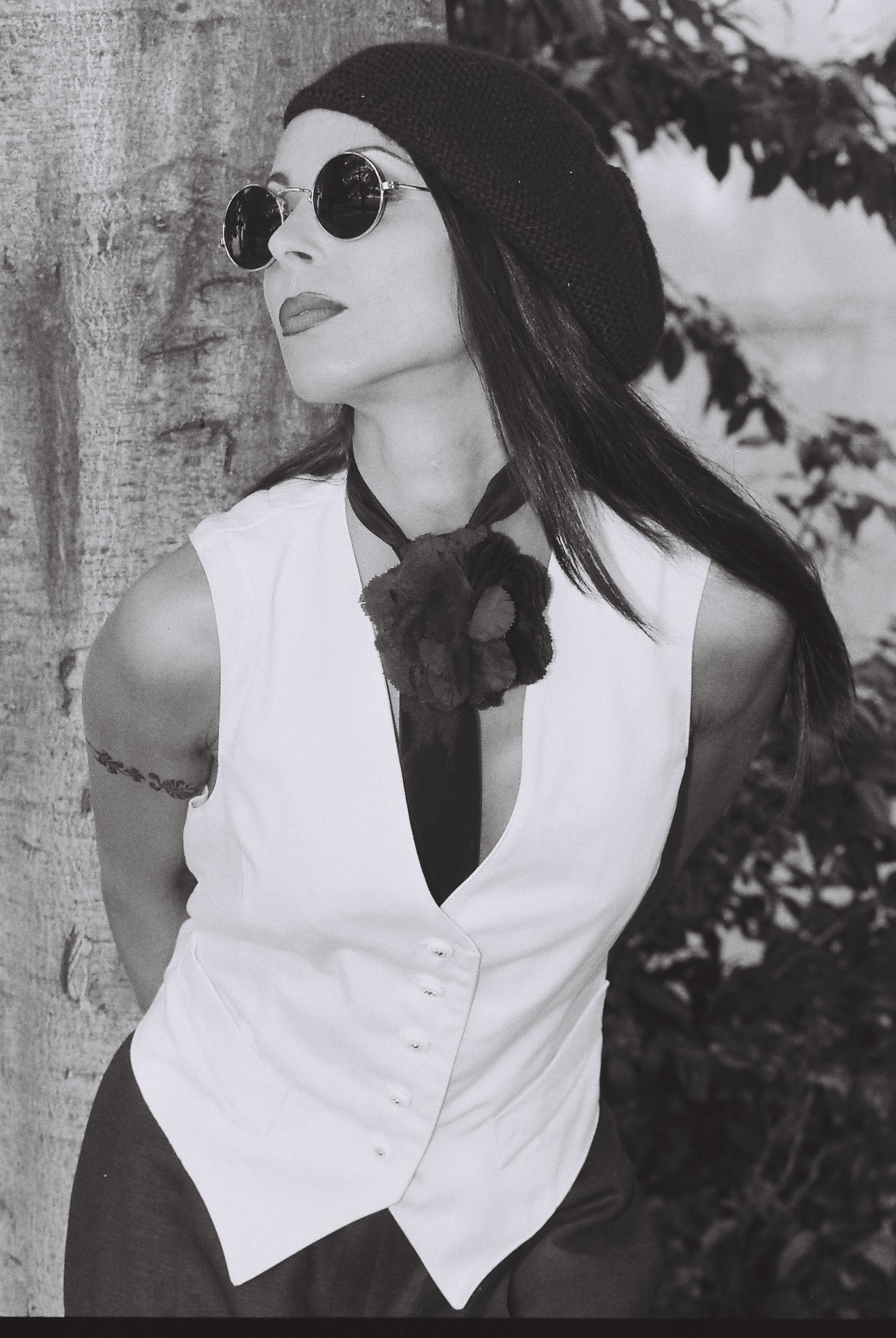
Rózsavölgyi Gyöngyi felvétele

Háfra Mari (született: Háfra Mária) magyar táncos, modell, manöken. Az 1980-as és 90-es évek híres manökenje.

## Élete
Háfra Mari dzsesszbalettra és néptáncra járt, folyamatosan képezte magát, vidéki lányként került fel Budapestre, ahol a Maxim Varieté táncosa lett. A táncosnőből lett modellt nemcsak fotózták, ő is fényképezőgéppel a nyakában utazott, fotózott.
Levizsgázott az Állami Artistaképző Intézet manöken- és fotómodellszakán, ahol fotómodell és manöken oklevelet szerzett. A Maxim Varietében Módos Gábor fotóművész kérte fel fotózásra. A képek megtetszettek Borszéki Zita divattervezőnek, és meghívta egy divatbemutatóra. Ettől kezdve egyenes volt az útja a siker felé. Bejárt sok országot, képviselve Magyarországot, például Bécsben nem csak divatbemutatókon, de fotómodellként is dolgozott, ismertté vált.
Az 1980-as évek egyik legismertebb modellje, helyi szépségversenyek után találta meg a helyét a modellszakmában. Divatbemutatókra és fotózásokra egyaránt szívesen hívták.
Az Ez a Divat szerkesztősége rendszeresen foglalkoztatta, de két alkalommal a magyar Playboy címlaplánya is volt. Számos fotója jelent meg, címlapokon is szerepelt. Külföldi lapokban is láthatták. Fotósai voltak többek közt: Módos Gábor, Lengyel Miklós, Lussa Vince, Zétényi János, Rózsavölgyi Gyöngyi és Novotta Ferenc.
Sokan Zámbó Jimmy egykori kedveseként ismerik, szenvedélyes szerelmük történetéről könyvet is jelentetett meg 2001-ben Szerelem a Királyság előtt – Zámbó Jimmy menyasszonya voltam címmel. A rivaldafényben is egymásra voltak hangolódva. A  "Füstös éjszaka blues" című – MTV által készített – Jimmy videoklipben együtt szerepeltek.  Kifejezetten Marinak lett komponálva a "Valahol bús dal szól...." című nóta, melyet Jimmy 1988-ban Siófokon az Interpop fesztiválon adott elő, és két díjat is elhozott. A színpadon Mari is jelen volt, szaxofonozott.
2014-ben részt vett Hajas László Alternative Hair Show-jában Londonban a Royal Albert Hallban, ahol egykori manökenek léptek a kifutóra.
Férjezett, 2 fia van.

## Könyv
- Szerelem a Királyság előtt – Zámbó Jimmy menyasszonya voltam (2001)[6]

## Film
2022-ben tízrészes minisorozat készült, A Király címmel, Zámbó Jimmy életéről. A sorozatban Háfra Marit Bíró Panna Dominika alakítja. A sorozathoz készült Peter Šrámek Úgy hittem, túl vagyok rajtad című dala, amelynek videóklipjében maga Háfra Mari is szerepelt.